# Исаково (Михайловская волость, у д. Рыкайлово)
Исаково — деревня в Локнянском районе Псковской области России. Входит в состав Михайловской волости.
Расположена в 16 км к юго-западу от райцентра Локня к юго-западу от озера Волчье.

## Население
Численность населения деревни в 2000 году составляла 41 житель, в 2011 году — 21 житель.